# أحمد ناطور
أحمد حسن ناطور، من مواليد قلنسوة في المثلث، فقيه وبروفيسور ومؤلف كتب ورجل دين. كان قاضيًا ورئيسًا لمحكمة الاستئناف الشرعية العليا لعرب 48 بين عامي 1994 و 2014. يعتبر الأب ومؤسس المحاكم الشرعية الحديثة في إسرائيل، وهو الشخص الذي أحدث إصلاحًا واسعًا وعميقًا للمحاكم الإسلامية وطوّر حقوق المرأة والطفل. محاضر مطلوب في مجالات القانون وحل النزاعات والإسلام والسياسة. باحث أكاديمي معروف ومؤلف كتب أطفال. رئيس المركز الوطني العربي لحل النزاعات. وهو أستاذ للقانون المقارن والشريعة في كلية الحقوق في الجامعة العبرية في القدس.

## حياته
ولد ناطور في مدينة قلنسوة وسط البلاد. هو الابن الأوسط لعائلة لديها العديد من الأولاد، والده أبو مثقال ناطور شخصية مهمة في المجتمع الفلسطيني ومعروف كواحد من أعيانه. والدته فهيمة من عائلة مرموقة من بلدة عنبتا الفلسطينية.

## دراسته
نال ناطور درجة البكالوريوس في الدراسات الإسلامية واللغة العربية من الجامعة العبرية في القدس، ثم أكمل دراسته في الجامعة العبرية ونال درجة الماجستير في الاتصال بالجماهير.
نال ناطور أيضًا درجة البكالوريوس في القانون من جامعة تل أبيب، ثم أكمل دراسته في جامعة تل أبيب ونال درجة الماجستير في القانون بتفوّق.
وحصل على درجة الدكتوراه في القانون من الجامعة الأمريكية في واشنطن، وقد أشرف على رسالة الدكتوراه: البروفيسور كلوفيس مقصود، والبروفيسور عبد العزيز سعيد، والبيروفيسور هرمان شوورتس.

## حياته المهنية
أُنتخب القاضي ناطور لمنصب القضاء سنة 1983 ونُصَّبَ قاضٍيًا لقضاء يافا والجنوب، وقد كانت هذه فترة ساخنة من حيث محاولات جهات يهودية للسيطرة على أملاك الوقف الإسلامي، فانبرى ناطور للدفاع عن هذه المقدسات، واعلن على الملأ ان المحكمة الشرعية التي جرى استغلالها من قِبل الدولة كأداة لتسريب الاوقاف والمقدسات الإسلامية، صارت اليوم قلعة منيعة للدفاع عن هذه المقدسات. بعد ان وصل إلى علمه ان هناك صفقة تحاك لبيع مقبرة قرية الجماسين المهجرة في شمال تل-ابيب، استدعى وبشكل استثنائي وجهاء المدينة واصدر بحضورهم قرارا مبدئيا غير مسبوق، يلغي بموجبه فتاوى القضاة السابقين التي تبيح بيع المقدسات ويلغي بموجبه بيع مقبرة الجماسين. عزل المتولي المتورط في عملية البيع واعلن انه لا يعترف بلجنة امناء الوقف المعينة من الدولة، الامر الذي ادى باهالي يافا لعقد سلسلة من الاجتماعات ثم انتخاب الهيأة الإسلامية المنتخبة لرعاية شؤونهم.

### انجازاته:
- الدفاع عن المقدسات الإسلامية والمسيحية:

لقد كانت فتوى مقبرة الجماسين نقطة تحول في تاريخ القضاء الشرعي في البلاد، حيث حظر القاضي ناطور لأول مرة ازالة حرمة المقدسات الإسلامية، من مقابر ومساجد حتى لو كانت قديمة اومندرسة وذلك بخلاف فتاوى سابقيه من القضاة. وقد تلت هذه الفتوى فتاوى أخرى اصدرها القاضي ناطور لحماية مقابر اسلامية عديدة كمقبرة بئر السبع وام الرشراش والشيخ موّنس، والمقبرة المملوكية في ساحة الساعة في يافا والكازخانة وجامع بئر السبع الكبير وقيساريه، وإجزم وعين كارم وغيرها كثير. وقد نجح في حماية العديد من الاماكن المقدسة من الضياع كمقبرة النبي يمين، والغاء مسار شارع 6 في عين التوت. ويجدر الذكر ان المحكمة المركزية في تل - ابيب قد اعتمدت على موقف القاضي ناطور،  حين الغت صفقة بيع مقبرة الجماسين نهائيا.
وفور انتخابه رئيسا لمحكمة الاستئناف الشرعية العليا سنة 1994، سارع ناطور إلى إصدار مرسوم قضائي ألقى بموجبه حظرا شاملا على إصدار فتاوى أو قرارات شرعية تبيح استخدام الاماكن المقدسة لاغراض غير معدّة لها، وقرر من خلالها ان حرمتها أبدية لا تزول ولا تُزال. وقد انضم هذا المرسوم إلى سلسلة الفتاوى التي استخدمتها الجهات العربية والاسلامية كمرجع للدفاع عن المقدسات الإسلامية في داخل إسرائيل، كما جرى اعتبار القاضي ناطور المرجعية الشرعية من قبل الحركة الإسلامية الشمالية وغيرها من الجهات العربية.  ويقول الباحثون ان مرسوم القاضي ناطور هذا قد شكل سدا منيعا أمام الجهات الإسرائيلية لمنع الاستيلاء على المقدسات الإسلامية في الأماكن المهجرة. كما قالوا انه منذ صدور هذا المرسوم لم تجرِ حتى ولا صفقة واحدة لبيع أي من المقدسات الإسلامية.
- الاصلاحات القضائية:

في مجال القضاء الشرعي، احدث ناطور ثورة حقيقية في المحاكم الشرعية من حيث الاحكام الموضوعية  الشرعية وأحكام اصول المحاكمات على حدٍ سواء، كما انه استطاع نقل جهاز المحاكم الشرعية إلى العصر الحديث من حيث مستوى الموظفين الثقافي، مستوى القضاء التعليمي، المباني، الحوسبة وطرق القضاء، كما انه استطاع مساواة درجات القضاة الشرعيين مع الموازين لهم في أجهزة القضاء الأخرى.
في مجال الاحكام الموضوعية أصدر القاضي ناطور قرارات مفصلية تحوّلت إلى مبادئ قضائية كجعل مصلحة الطفل الصغير الاعتبار الأعلى في مسائل الحضانة وعدم الفصل بين الصغار في الحضانة، إلى جانب استخدام موظف الشؤون الاجتماعية في عملية استطلاع مصلحة الصغار وفاقدي الأهلية.
لقد وسَع القاضي ناطور أيضا مساحة حق التقاضي والخصومة في الحضانة عندما قرر ان في الحضانة حقاً لله أيضا، لذلك فان لكل مسلم الحق في رفع دعوى امام المحكمة بشأنها حِسبةً لله، الا ان تجديده المفصلي كان قراره بان اراء الفقهاء التي كانت تعتبر أحكاماً ملزمة، صارت اصلا يمكن الادعاء بخلافها، أي انها فرضية يمكن دحضها وهو ما يعرف ب (Rebuttable presumption) مثاله رأي الحنفية بان الأم التي تتزوج رجلا اجنبيا عن الصغير تفقد حقها بحضانة صغيرها بمجرد العقد عليها، غيّر ناطور هذا الحكم ليصير فرضية قابلة للدحض، أي ان للام ان تقيم البينة بخلافها وفقا للقاعدة الشرعية - من ادعى خلاف الاصل عليه البينة، مثال اخر هو سن الحضانة التي كانت تعتبر حكما ملزما، صارت فرضية قابلة للدحض بالبينة، كما وسّع ناطور حق مشاهدة الصغير من قبل الوالد غير الحاضن ليصبح استضافة، طمعا في تعميق التجربة النفسية والإنسانية في اللقاء بينه وبين صغيره.
ثورة أخرى، هي انه الغى النهج الذي دام عشرات السنين والذي كان يقضي بان نفقة الاقارب، الاولاد، يُحكم بها اعتبارا من يوم صدور حكم القاضي، حيث قرر ناطور ان هذا ظلم للصغار ولامهاتهم علاوة على انه ليس له ما يسنده من حيث احكام الشريعة وانه لا بد من اعتبار النفقة الواجبة على الاب اعتبارا من يوم الدعوى، تماما كما هو الامر بالنسبة لنفقة الزوجات.
ومن اجل ان تصبح قرارته ملزمة، قرر ناطور ان قرارات الدرجة الاستئنافية صارت تعتبر سابقة قضائية ملزمة لمحاكم الالوية. (Binding precedent) وقد أعلن مرارا ان هذا ضروري للاستقرار القضائي ووحدة قراراته، علاوة على ضرورة ان يكون القانون معلوما للناس مسبقا.
تجديد اخر، هو اعتبار الطلاق الثلاث الواقع في مجلس واحد طلقة رجعية واحدة، وذلك بخلاف رأي الحنفية الذي سارت عليه المحاكم الشرعية في البلاد عشرات سنين، ويعتبر هذا التجديد رفعاً لمعاناة المرأة وحفظًا لسلامة الاسرة والاولاد.
كما قام ناطور بعملية اصلاح مفصلية أخرى وهي اعتبار «دعوى» التحكيم والنزاع والشقاق طلبا لبعث الحكمين من المحكمة وليست دعوى تحتاج إلى بينة في حال الانكار، وان النزاع والشقاق هما حالة لها مقوماتها، وليس واقعة، وبالتالي فقد قرر الغاء النهج الذي دام سنينا، والذي بقضي بتكليف المدعية بالبينة، وبدلا من ذلك الاكتفاء بتكليفها بطمأنينة المحكمة فقط. وجدير بالذكر ان هذا التغيير قد فتح الباب امام النساء المظلومات للتخلص من زواج فاشل حتى من غير رضى الزوج.
المراسيم القضائية:
  لقد رأى القاضي ناطور انه في غياب السلطان في دولة غير مسلمة تقع على قاضي القضاة مسؤوليات جسام، لذلك فقد امتدت نشاطاته إلى ما هو ابعد من العمل القضائي البحت، فقد فتح ملف الاسرى الفلسطيني في السجون الإسرائيلية وطالب بتحريرهم، زار القرى غير المعترف بها في النقب، ووسّع عطلة الحداد للمسلمين إلى سبعة أيام من يوم الدفن بدل ثلاثة أيام من يوم الوفاة مع توسيع دائرة الاقارب المستفيدين من هذه العطلة، واختص بالإعلان عن مواعيد الاعياد الإسلامية بعد ان الزم مديرية خدمات الدولة  بتعديل المادة 32.122 من نظام الخدمة المدنية، وفوق هذا كله، وضع نفسه على رأس الحربة في الدفاع عن المقدسسات الإسلامية والمسيحية، ونادى باللحمة الوطنية بين المسلمين والمسيحيين من أهل فلسطين، كما كان حاضرا في ميادين النضال للدفاع عن الطوائف العربية.
للبدء بعملية التجديد في الاحكام الشرعية، ابتدع ناطور اداة «المرسوم القضائي» - وهو مرسوم يصدر عن الرئيس إلى القضاة بموافقتهم وتوقيعهم وذلك من اجل إجراء التغيير الفوري في قرارات المحاكم، شريطة ان يكون هذا التجديد نابعا من الشريعة ذاتها ورفض التدخل من البرلمان غير المسلم. لقد عارض ناطور بشدة أي تدخل للكنيست الإسرائيلي في الشريعة.
لقد كان المرسوم القضائي رقم (1) الذي اصدره ناطور بصفته قاضيا للقضاة، يقضي بتحريم إزالة حرمة المقابر والمساجد التي انفضّ المسلمون من حولها، حتى لو اعتبرها البعض مندرسة. إلى جانب ضرورة تنسيب المرشحين إلى منصب التولية على الوقف امام محكمة الاستئناف الشرعية بدلا من تعيينه من قبل قاضي المنطقة كما كان متبعا، تكمن اهمية هذا المرسوم بانه يلقي حظرا شاملا على التفريط بالمقدسات. وقد اعتمدت الجهات الإسلامية والعربية على هذا المرسوم للدفاع عن المقدسات اما المحاكم الإسرائيلية.
اما المرسوم القضائي رقم (2) فقد الغى القاضي ناطور بموجبه النهج الذي كان قائما عشرات السنين ولا زال قائما في العديد من الدول الإسلامية، وهو الاستعانة بالمخبرين في تقدير النفقات. لقد بيّن المرسوم ان اصل هذا النهج كان يعتمد على ما يُعرف بالمذهب الحنفي «بشهود الاستكشاف» وكان القاضي يستعين بهم في قضايا نفقة اليسار للزوجات، الا انه امتد خطأً إلى قضايا النفقات كافه، حتى صار المخبرون هم الذين يقدرون النفقة بدلا من القاضي. بما فيها نفقة الكفاية للزوجات ونفقة الاولاد، لقد بيّن المرسوم ان عملية  تقدير النفقات عائدة إلى القاضي، ولا يجوز له الاستعانة بعناصر خارجة عن المحكمة. اما إذا كان الحديث عن نفقة يسار فان للمدعية أن تأتي ببينة على يسار الزوج وهو امر متاح في الدولة الحديثة، وجدير بالذكر ان الغاء المخبرين بموجب هذا المرسوم قد احدث ثورة حقيقية في مقدار النفقات التي صارت تفرضها المحاكم، في دراسة اقامتها إحدى الجمعيات الأُسرية تبين ان المحاكم الشرعية بعد هذا المرسوم صارت الأولى في البلاد من حيث مقدار النفقات التي تُفرض للنساء والاطفال.
المرسوم الثالث، يقضي باجراء مبدأ الوصية الواجبة في الميراث، بحيث يستحق الحفيد الذي توفي ابوه قبل جده حصة ابيه من تركة جده خلافا لمبدأ ألحجب، الذي بموجبه كان اعمام الولد يحجبونه لكونهم اقرب منه إلى المتوفى. قال المرسوم انه بما ان هذا الرأي يعتمد على اسس العدل والانصاف فانه يتوجب اجراؤه أيضا على بنت الابن وابن البنت أيضا، وهو توسيع لمساحة مبدأ الوصية الواجبة المتبع بالقانون المصري والسوري والأردني.
المرسوم الرابع، وهو الذي يعتبر الأكثر جرأة بين المراسيم وهو الذي جاء لتمكين الفلسطينيين داخل إسرائيل من الاستعاضة عن المحاكم الإسرائيلية في خصوماتهم المدنية واستبداله بالتحكيم الشرعي وفقا لمجلة الاحكام العدلية العثمانية.
لقد صدرت مراسيم أخرى عن القاضي ناطور فيها ما يعطي زوجة السجين الجنائي (لا الأمني) حق طلب التفريق، ومنها ما يعطي المخطوبة التي تسبب الخاطب لها بأضرار مادية أو معنوية جراء عدوله عن الخطبة، حق التعويض.
ورغم ان هذه المراسيم بغالبها ما جاءت الا لنصرة المرأة واطفالها فقد تقدمت إحدى الجمعيات النسوية بالتماس ضدها إلى المحكمة الإسرائيلية العليا،  فشطبت المحكمة الالتماس. لقد بينت إدارة المحاكم ان المراسيم هي مادة شرعية غير ملزمة للقاضي.
في مجال الاجراءات:
لقد امتدت إصلاحات القاضي ناطور إلى احكام اصول المحاكمات أيضا وقد كان أهم ما فعله ناطور في هذا المجال هو فتح محكمة الاستئناف الشرعية امام المتقاضين وعقد جلسات لمناقشة الاستئنافات، وذلك خلافا لما كان متبعا طيلة عقود طويلة، منذ الانتداب البريطاني حيث كانت المحكمة تكتفي بمراجعة الملفات فقط دون حضور الاطراف. وتأتي اهمية هذا التغيير إلى ان محكمة الاستئناف أصبحت درجة قضائية عليا يحضر امامها الاطراف والمحامون، خاصة وانه كما يقول ناطور لكل مواطن الحق في ان يأخذ فرصته امام القضاء وان العدل يجب ان يُرى علاوة على ان يقام.
في ظل رئاسة القاضي ناطور عظمت مكانة المحاكم الشرعية وحازت على ثقة الجماهير الإسلامية والعربية على شتى انتماءاتها وتياراتها وكذلك الجهات الاكاديمية والقضائية.
اكاديميا:
البروفيسور ناطور محاضر معروف في ميادين الشريعة الإسلامية، القانون والطب (Medical Ethics), فضّ الخصومات والقانون المقارن. منذ التقاعد المبكر، انضم بروفيسور ناطور إلى الهيئة التدريسية لكلية الحقوق في الجامعة العبرية. درّس ولا وزال في جامعات عديدة منها، جامعة حيفا، جامعة تل-  ابيب، كلية الإدارة، كلية نتانيا الاكاديمية، المركز متعدد المجالات، جامعة النجاح الوطنية، الجامعة الأمريكية  في واشنطن، جامعة هاملين في مينيسوتا وغيرها. وهو أستاذ زائر في جامعة بريتيش كولومبيا في فان كوفر، وفي كلية نيويورك للقانون وفي جامعة جورج تاون في واشنطن، وله مؤلفات في اللغات الثلاث، الإنجليزية والعربية والعبرية، حول الشريعة في دولة غير اسلامية، الوقف واستيلاء إسرائيل عليه، التشريع والطب وغيرها.

## كتب أطفال
ناطور رجل ذو مهارات عالية: كاتب شعر، وشغل منصب رئيس تحرير ومؤلف افتتاحية صحيفة «كل العرب» الأسبوعية الصادرة في الناصرة. مؤلف كتب مدرسية في مجال الدراسات الإسلامية ومتحدث موهوب بثلاث لغات: العربية والإنجليزية والعبرية. وهو أيضا مؤلف كتب أطفال. في كتب الأطفال يمكن للمرء أن يشعر بميله القوي نحو التربية على التعاطف والرحمة مع الحيوانات. مؤلفاته المألوفة:
- الذبابة اليائسة، نقاش بين الذبابة الصغيرة ووالدتها لماذا يكرهها الجميع ويطاردها.
- رزين والحمل، شوكة عالقة في حلق الحمل وينتظر بفارغ الصبر وصول صديقه رزين لإزالة الشوكة.
- الدودة المتخفية، طفل مفتون بجمال الفراشة الخلاب ويطلب صداقتها. يريد الفراشة التأكد أولاً من أنه سيستمر في صداقتها حتى بعد أن يعرف الحقيقة حول مراحل تطوره.
- سر العصفور الضائع، عصفور يفقد فرخه في القدس ويطير شرقا للبحث عنه. يصل إلى جميع عواصم الدول العربية ويجده في النهاية في القدس.
- ماس والنملة، نملة تجد صعوبة في عبور الطريق. الفتاة ماس تأتي لمساعدتها.
- الغواصة غزل في يافا، فتاة تحب المشي مع والدها في شوارع يافا القديمة وتحب الذهاب للغوص في ميناء يافا، وتكتشف في قاع البحر كنزًا من الذهب من أيام الفاطميين.
- الهدهد والغراب، صديقان متجاوران. الهدهد غاضب من عدم اطراء صديقه له. قال له الغراب: ظننت أنك تعلم لكنك لم تخبرني أبدًا أنني جميل أيضًا. يقول الهدهد: كنت أخشى أن تتأذى من ذلك لأنك أسود. ثم هناك محادثة صادقة بينهما حول الاختلاف ومعنى الجمال.
- أنا لست جبانًا، عن مخاوف الأطفال.
- الضيف الوقح، طفل رأى ثعبانًا في حديقة منزله، فأحبّه وآواه رغم معارضة أبيه، الذي حذّره من خطورته، إلا أن تكاثر الثعبان فملأت فراخه المنزل، اضطرت العائلة إلى ترك البي، ففهم الصغير أن الضيف الذي أدخله منزله قد استولى على البيت ويريد طرده منه، فتخلص منه.
يحظى البروفيسور ناطور بتقدير عام ومهني من قبل الجمهور العربي في إسرائيل وعامة الناس. حصل على شهادتي دكتوراه فخرية من الجامعة المفتوحة وجامعة بئر السبع في النقب. أكثر من مرة اختاره الجمهور العربي، لمناصب عامة، مثل رئيس لجنة التحقيق في النزاع على موقع شهاب الدين في الناصرة. كما شغل منصب عضو لجنة الوفاق للعرب في إسرائيل مما أدى إلى توحيد الأحزاب العربية في القائمة المشتركة.

## مناصب إضافية
شغل ناطور عددًا من المناصب في نظام المحاكم الشرعية : من 1981-1982 شغل منصب نائب مدير عام المحاكم الشرعية، ثم في 1985-1994 كان قاضيًا في المحكمة الشرعية وفي 1994-2014 رئيسًا لمحكمة الاستئناف الشرعية.
شغل في الماضي والحاضر المناصب العامة التالية:
- عضو هيئة تحرير القانون الإسلامي والمجتمع في Brill Publishing، هولندا
- رئيس لجنة التربية الخاصة للعرب، إسرائيل
- عضو المركز متعدد الثقافات، جامعة حيفا
- الرئيس الفخري لمجلس الأديان، إسرائيل
- عضو اللجنة المنظمة الدولية لمؤتمر زراعة الأعضاء البشرية، جامعة حيفا
- عضو اللجنة الاستشارية بمعهد محمود درويش
- عضو اللجنة الأكاديمية، مدى، المركز العربي للأبحاث، حيفا
- عضو كلية اللغة العربية بكلية القاسمي
- عضو لجنة عدالة، المركز القانوني لحقوق الأقلية العربية في إسرائيل
- محرر وكاتب افتتاحية لـ "كل العرب"
- رئيس المركز الوطني للوساطة والتحكيم والاستشارة باقة الغربية